# 9972 Minoruoda
9972 Minoruoda este un asteroid din centura principală de asteroizi.

## Descriere
9972 Minoruoda este un asteroid din centura principală de asteroizi. A fost descoperit pe 26 mai 1993 la Kiyosato de Satoru Ōtomo. Asteroidul prezintă o orbită caracterizată de o semiaxă mare de 2,29 ua, o excentricitate de 0,20 și o înclinație de 9,4° în raport cu ecliptica.